# Damè-Wogon
Damè-Wogon est l'un des cinq arrondissements de la commune de Bonou dans le département de l'Ouémé au Bénin.

## Géographie
L'arrondissement de Damè-Wogon est situé au sud-est du Bénin et compte 5 villages que sont Ahouanzonme, Assrossa, Avlankanme, Dame Wogon et Gnanhoui Zounme.

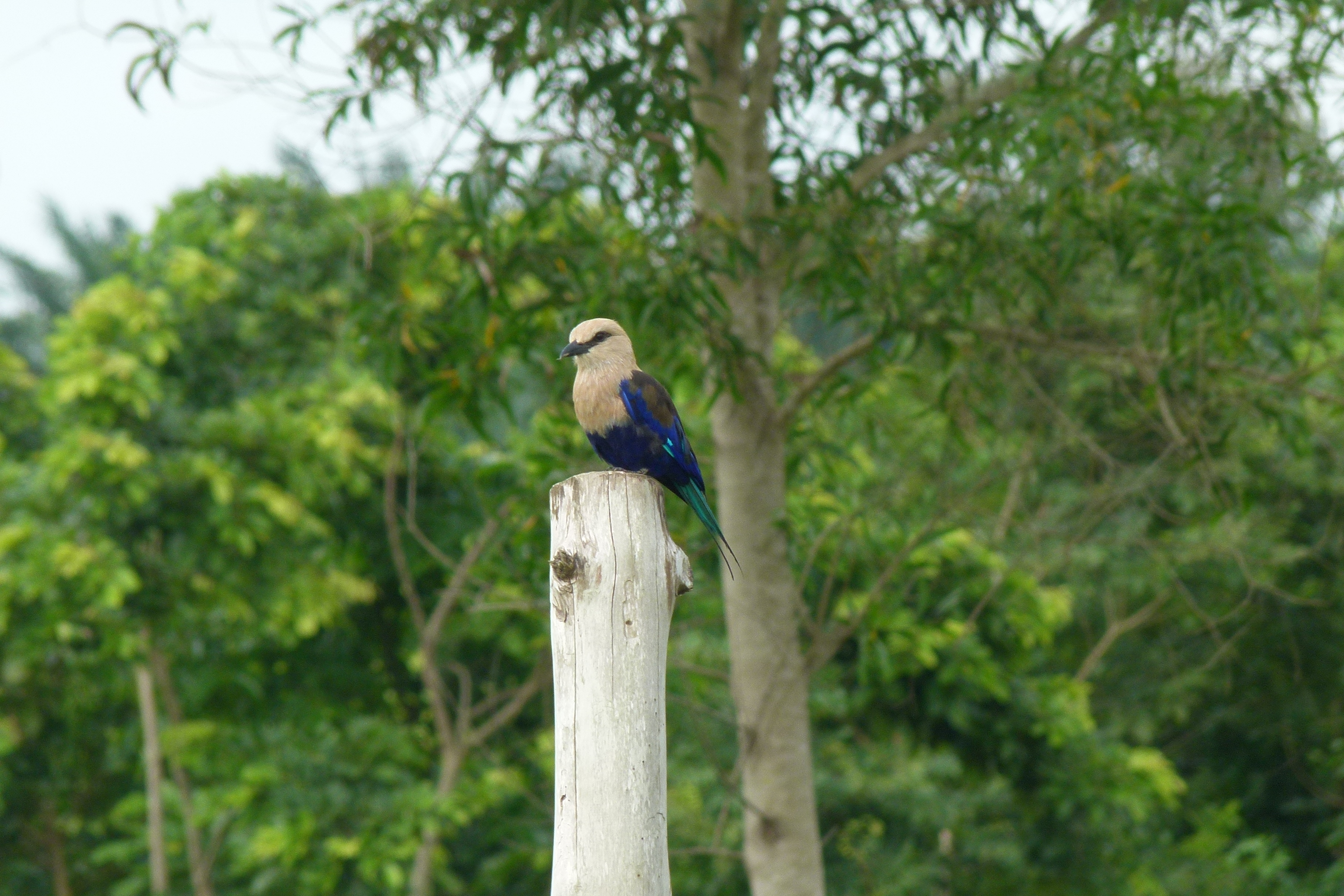
Un individu de rollier d'Abyssinie autour de la forêt classée de Bonou

## Démographie
Selon le recensement de la population de 2013 conduit par l'Institut national de la statistique et de l'analyse économique (INSAE), Damè-Wogon compte 7657 habitants .